# Liste der Bürgermeister von Westerkwartier
Dies ist die Liste der Bürgermeister der Gemeinde Westerkwartier in der niederländischen Provinz Groningen seit ihrer Gründung am 1. Januar 2019.
| Bürgermeister    | Bürgermeister    | Partei | Partei | Amtszeit | Anmerkungen   |
| ---------------- | ---------------- | ------ | ------ | -------- | ------------- |
| Koos Wiersma     | Koos Wiersma     |        | CDA    | 2019     | kommissarisch |
| Ard van der Tuuk | Ard van der Tuuk |        | PvdA   | 2019–    | [ 2 ]         |